# Ликорис лучистый
Ликорис лучистый (лат. Lycoris radiata) (англ. red spider lily, red magic lily) — вид цветкового растения рода Ликорис семейства Амариллисовые (Amaryllidaceae). Первоначальный ареал растения находится на территории Китая, Кореи и Непала, из которых позднее был перевезён и натурализирован в Японии, США и других странах. Цветение растения происходит поздним летом, в начале осени. Часто после обильных осадков. Растение также является ядовитым.

## Описание
Ликорис лучистый является луковичным многолетним растением. Для растения характерно раннее появление цветов до листьев, которые располагаются в зонтике на безлистном цветоносе высотой от 30 до 70 см. Листья параллельны друг другу и имеют ширину 0,5—1 см. Окраска цветков красная или белая. Форма цветков неправильная с кривыми отогнутыми назад участками.

## Галерея

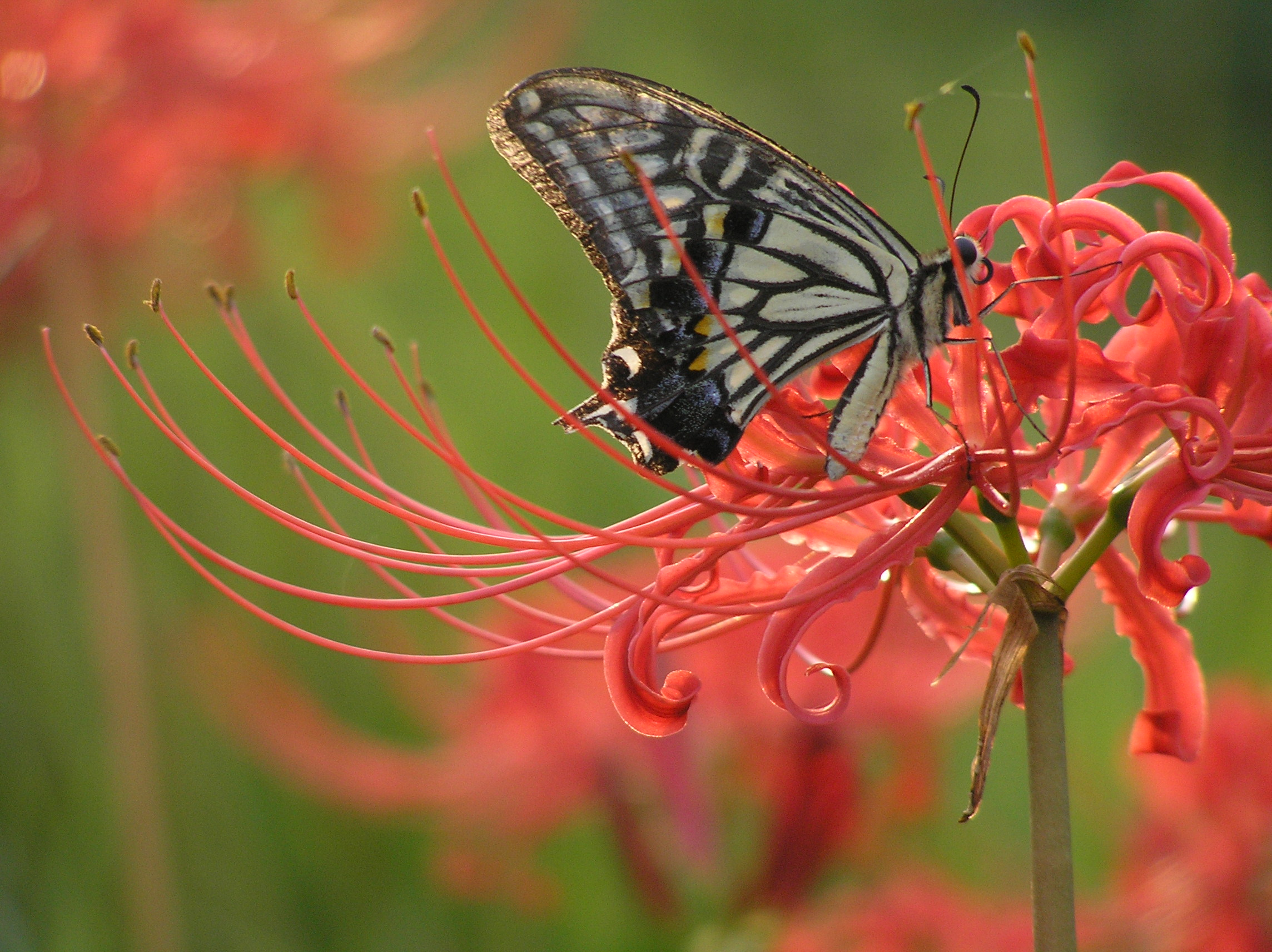
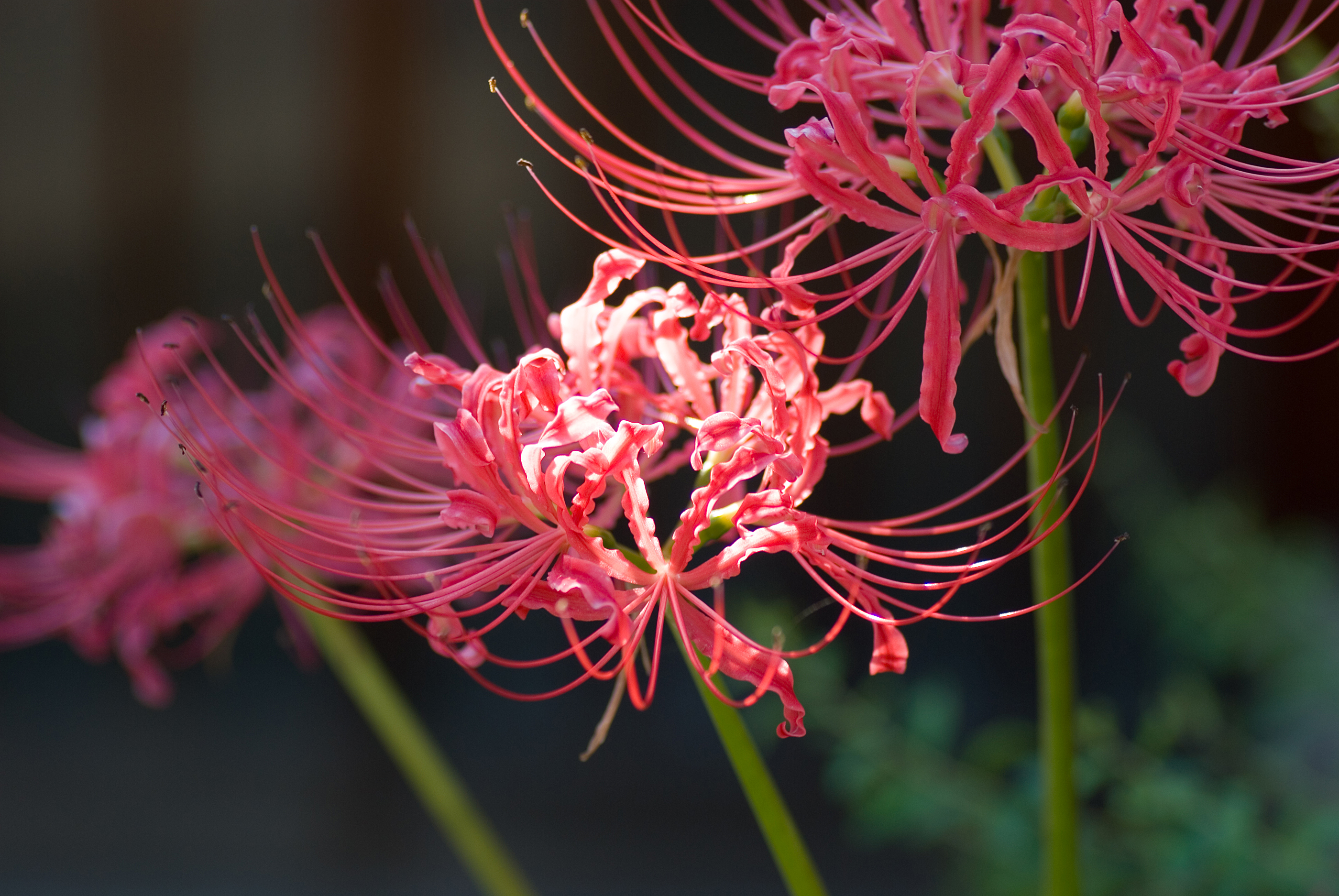
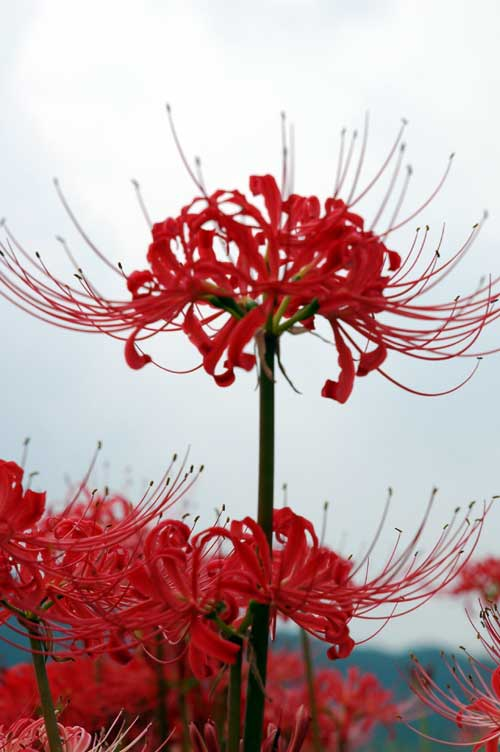
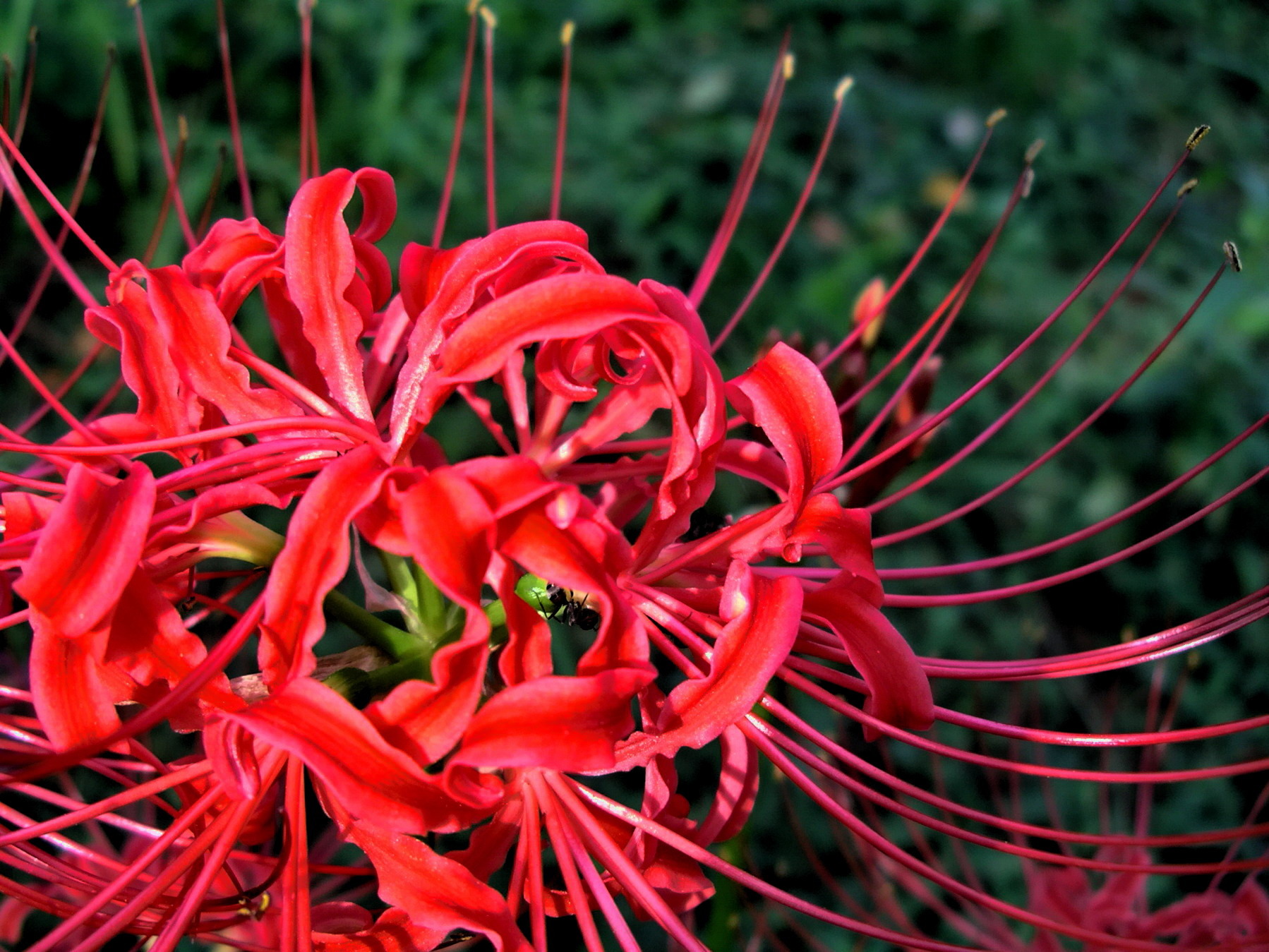
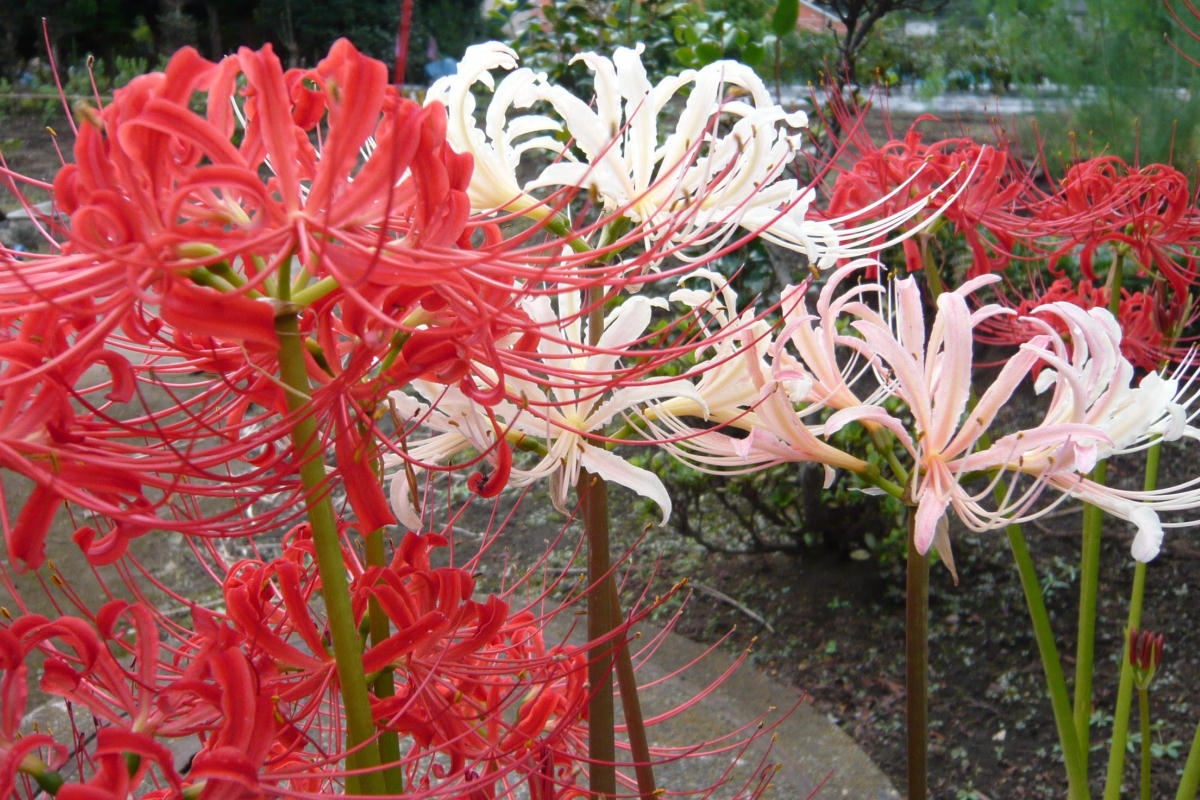